# Stanton, Kalifornien
Stanton är en stad (city) i Orange County, i delstaten Kalifornien, USA. Enligt United States Census Bureau har staden en folkmängd på 38 765 invånare (2011) och en landarea på 8,2 km².